# Dysoxylum latifolium
Dysoxylum latifolium är en tvåhjärtbladig växtart som beskrevs av George Bentham. Dysoxylum latifolium ingår i släktet Dysoxylum och familjen Meliaceae. Inga underarter finns listade i Catalogue of Life.